# Seahawks Gdynia
Stade
Champion 2012
Les Seahawks Gdynia sont un club polonais de football américain basé à Gdynia. Ce club fondé en 2005.
Les Seahawks jouent en PLFA depuis 2006.

## Palmarès
- Champion de Pologne: 2012
- Vice-champion de Pologne : 2006, 2008